# Noisy-le-Grand
Noisy-le-Grand (wymowaⓘ) – miejscowość i gmina we Francji, w regionie Île-de-France, w departamencie Sekwana-Saint-Denis.
Według danych na rok 1990 gminę zamieszkiwały 54 032 osoby, a gęstość zaludnienia wynosiła 4172 osób/km² (wśród 1287 gmin regionu Île-de-France Noisy-le-Grand plasuje się na 22. miejscu pod względem liczby ludności, natomiast pod względem powierzchni na miejscu 241.).
W Noisy-le-Grand mieści się zatrudniająca 1500 osób fabryka koncernu Renault.
Miasto jest znane już z VI w., rezydowali w nim Merowingowie. W roku 1957 o. Józef Wrzesiński w miejscowym obozie dla bezdomnych założył (później międzynarodowe) stowarzyszenie ATD Czwarty Świat. W latach 1980. powstały tam postmodernistyczne kompleksy mieszkalne o nietypowych bryłach, m.in. nawiązujące do architektury antycznej, które zaprojektowali Ricardo Bofill oraz Manuel Nuñez Yanowsky.

Położenie Noisy-le-Grand w ramach aglomeracji paryskiej